# Lista de bairros de Sorocaba
Esta é uma lista de bairros de Sorocaba.

## A
- Abaeté
- Além Ponte
- Aparecida
- Aparecidinha
- Área Industrial

## B
- Barcelona
- Boa Vista
- Brigadeiro Tobias

## C
- Caguaçú
- Cajurú do Sul
- Campininha
- Campos
- Caputera
- Central Parque Sorocaba
- Centro
- Cerrado
- Chácara 3 Marias
- Chácara Caputera
- Chácara Três Marias
- Chs Reunidas São Jorge
- Cidade Jardim
- Condomínio Residencial Village Vert
- Condomínio Rua Ipatinga
- Conjunto Habitacional Doutor Ulisses Guimarães
- Conjunto Habitacional Herbert de Souza
- Conjunto Habitacional Júlio de Mesquita Filho
- Conjunto Habitacional Sorocaba

## D
- Distrito Industrial

## E
- Éden

## G
- Genebra
- Genebra Morros
- Granja Olga I
- Granja Olga II
- Granja Olga III

## H
- Habiteto - Ana Paula Eleutério

## I
- Inhayba
- Ipanema do Meio
- Ipanema Meio
- Ipanema Ville
- Ipatinga
- Ipiranga
- Iporanga
- Iporanga II
- Itangua
- Itavuvu

## J
- Jardim Abaeté
- Jardim Abatia
- Jardim Alegria
- Jardim Alpes de Sorocaba
- Jardim Altos do Itavuvu
- Jardim Alvorada
- Jardim América
- Jardim Americano
- Jardim Ana Maria
- Jardim Astro
- Jardim Atílio Silvano
- Jardim Avore Pilungo
- Jardim Bandeirantes
- Jardim Bela Vista
- Jardim Bertanha
- Jardim Betânia
- Jardim Boa Esperança
- Jardim Boa Vista
- Jardim Bonsucesso
- Jardim Botucatu
- Jardim Brasilândia
- Jardim Califórnia
- Jardim Camila
- Jardim Capitão
- Jardim Cardoso
- Jardim Carolina
- Jardim Casa Branca
- Jardim Celeste
- Jardim Colina Verde
- Jardim das Estrelas
- Jardim das Flores
- Jardim das Magnólias
- Jardim Didita
- Jardim do Sol
- Jardim Dois Corações
- Jardim dos Estados
- Jardim Edgar Marques
- Jardim Eltonville
- Jardim Embaixador
- Jardim Emília
- Jardim Estrelas
- Jardim Europa
- Jardim Excelsior
- Jardim Faculdade
- Jardim Ferreira
- Jardim Flamboyant
- Jardim Flores
- Jardim Francini
- Jardim Germiniani
- Jardim Gonçalves
- Jardim Gramados de Sorocaba
- Jardim Gramados Sorocaba
- Jardim Granja Olga Iii
- Jardim Guadalajara
- Jardim Guadalupe
- Jardim Guaíba
- Jardim Guarujá
- Jardim Gutierres
- Jardim Harmonia
- Jardim Helena Cristina
- Jardim Humberto Campos
- Jardim Humberto de Campos
- Jardim Hungares
- Jardim I Ville
- Jardim Ibiti do Paço
- Jardim Ibiti Paço
- Jardim Imperial
- Jardim Ipanema
- Jardim Ipe
- Jardim Ipiranga
- Jarim Isafer[2]
- Jardim Isaura
- Jardim Itaipu
- Jardim Itangua
- Jardim Itapemirim
- Jardim Itapuã
- Jardim J S Carvalho
- Jardim Jatobá
- Jardim Josane
- Jardim Judith
- Jardim Juliana
- Jardim Leandro Dromani
- Jardim Lena
- Jardim Leocádia
- Jardim Los Angeles
- Jardim Luciana Maria
- Jardim Magnólias
- Jardim Marcelo Augusto
- Jardim Marco Antônio
- Jardim Maria Antônia Prado
- Jardim Maria Cristina
- Jardim Maria do Carmo
- Jardim Maria Elvira
- Jardim Maria Eugênia
- Jardim Marnilda
- Jardim Monterrey
- Jardim Montevidéo
- Jardim Montreal
- Jardim Morumbi
- Jardim N Torres
- Jardim Nair
- Jardim Nelisa
- Jardim Nilton Torres
- Jardim Nogueira
- Jardim Nova Esperança
- Jardim Nova Ipanema
- Jardim Nova Manchester
- Jardim Nova Tupã
- Jardim Novo Eldorado
- Jardim Novo Horizonte
- Jardim Novo Mundo
- Jardim Pacaembu
- Jardim Pagliato
- Jardim Panorama
- Jardim Paraíso
- Jardim Paraná
- Jardim Pássaros
- Jardim Passo
- Jardim Paulista
- Jardim Paulistano
- Jardim Piazza Di Roma
- Jardim Piazza Di Roma Ii
- Jardim Piratininga
- Jardim Pires de Mello
- Jardim Pires Mello
- Jardim Planalto
- Jardim Portal da Colina
- Jardim Portal do Itavuvu
- Jardim Prestes Barros
- Jardim Prestes de Barros
- Jardim Primavera
- Jardim Quadra Imperador I
- Jardim Real
- Jardim Refúgio
- Jardim Residencial Deolinda Guerra
- Jardim Residencial Imperatriz
- Jardim Residencial Martinez
- Jardim Residencial Tivoli Park
- Jardim Residencial Vicente de Moraes
- Jardim Residencial Vicente Moraes
- Jardim Residencial Villa Amato
- Jardim Residencial Vivenda do Itavuvu
- Jardim Rodrigo
- Jardim Rosália Alcolea
- Jardim Rua Alcolea
- Jardim Rua Vila Amato
- Jardim Rubi
- Jardim S Esmeralda
- Jardim S Park
- Jardim Saira
- Jardim Sandra
- Jardim Santa Bárbara
- Jardim Santa Catarina
- Jardim Santa Cecília
- Jardim Santa Cláudia
- Jardim Santa Esmeralda
- Jardim Santa Fé
- Jardim Santa Lúcia
- Jardim Santa Luíza
- Jardim Santa Marina
- Jardim Santa Marina II
- Jardim Santa Rosa
- Jardim Santa Rosália
- Jardim Santo Amaro
- Jardim Santo André
- Jardim Santo André II
- Jardim São Camilo
- Jardim São Carlos
- Jardim São Conrado
- Jardim São Guilherme
- Jardim São Judas Tadeu
- Jardim São Lourenzo
- Jardim São Marcos
- Jardim São Marcos II
- Jardim São Paulo
- Jardim Simus
- Jardim Siriema
- Jardim Sol Nascente
- Jardim Sônia Maria
- Jardim Sorocaba Park
- Jardim Sorocabano
- Jardim Tatiana
- Jardim Tortelli
- Jardim Tropical
- Jardim Tulipas
- Jardim Tupinambá
- Jardim Vera Cruz
- Jardim Vergueiro
- Jardim Vila S Domingos
- Jardim Vila São Domingos
- Jardim Villa Amato
- Jardim Village Snt Claire
- Jardim Wanel Ville I
- Jardim Wanel Ville IV
- Jardim Wanel Ville Vila
- Jardim Zulmira
- João Camargo

## L
- Lopes de Oliveira
- Lopes Oliveira
- Loteamento Dinorá Rosa
- Loteamento Farmacêutico

## M
- Mairinque Serra
- Morros

## N
- Nova Esperança

## P
- Parada do Alto
- Parque 3 Meninos
- Parque Campolim
- Parque das Laranjeiras
- Parque das Paineiras
- Parque dos Eucaliptos
- Parque Esmeralda
- Parque Eucaliptos
- Parque I O Branco
- Parque Laranjeiras
- Parque Manchester
- Parque Ouro Fino
- Parque Paineiras
- Parque Rua Vila Inglezes
- Parque Santa Isabel
- Parque São Bento
- Parque Três Meninos
- Parque Vereda Bandeirantes
- Parque Vitória Régia
- Pitas
- Portal Francisco

## Q
- Quintais do Imperador

## R
- Rancho Dirce
- Recanto do Jataí
- Recreio Marajoara
- Recreio Sorocabanos
- Residencial Jardim Villagio Sola
- Residencial Vale Lago
- Residencial Vila Moraes
- Residencial Villazul
- Retiro São João

## T
- Tapera Grande
- Terras de Arieta
- Tijuco Preto

## V
- Vila Adélia
- Vila Aeroporto
- Vila Almeida
- Vila Amato
- Vila Amélia
- Vila Angélica
- Vila Area Soares
- Vila Artura
- Vila Assis
- Vila Augusta
- Vila Barão
- Vila Boa Vista
- Vila Bom Jesus
- Vila Carvalho
- Vila Colorau
- Vila da Fonte
- Vila Dálmatas
- Vila Elza
- Vila Eros
- Vila Esperança
- Vila Espírito Santo
- Vila Fiori
- Vila Fleury
- Vila Florinda
- Vila Formosa
- Vila Gabriel
- Vila Gomes
- Vila Guilherme
- Vila Guimarães
- Vila Haro
- Vila Helena
- Vila Hortência
- Vila Independência
- Vila Jardini
- Vila João Romão
- Vila Josefina
- Vila Leão
- Vila Leopoldina
- Vila Louzada
- Vila Lucy
- Vila Marta
- Vila Mineirão
- Vila Netinho
- Vila Nicanor Marques
- Vila Nova Esperança
- Vila Nova Sorocaba
- Vila Odim Antão
- Vila Odin
- Vila Olímpia
- Vila Primavera
- Vila Progresso
- Vila Rica
- Vila Sabiá
- Vila Santa Francisca
- Vila Santa Rita
- Vila Santa Tereza
- Vila Santana
- Vila São Bernardo
- Vila São Caetano
- Vila São João
- Vila São Jorge
- Vila Sônia
- Vila Teodolinda
- Vila Terron
- Vila Tortelli
- Vila Trujillo
- Vila Zacarias
- Village Dom Avignon
- Vivendas do Lago
- Vivendas Lago
- Vossoroca

## W
- Wanel Ville - Zona Oeste
- Wanel Ville II - Zona Oeste
- Wanel Ville III - Zona Oeste
- Wanel Ville IV - Zona Oeste
- Wanel Ville V - Zona Oeste

## Z
- Zezo Miguel
- Zona Industrial